# Macromia
Macromia är ett släkte av trollsländor. Macromia ingår i familjen skimmertrollsländor.

## Bildgalleri

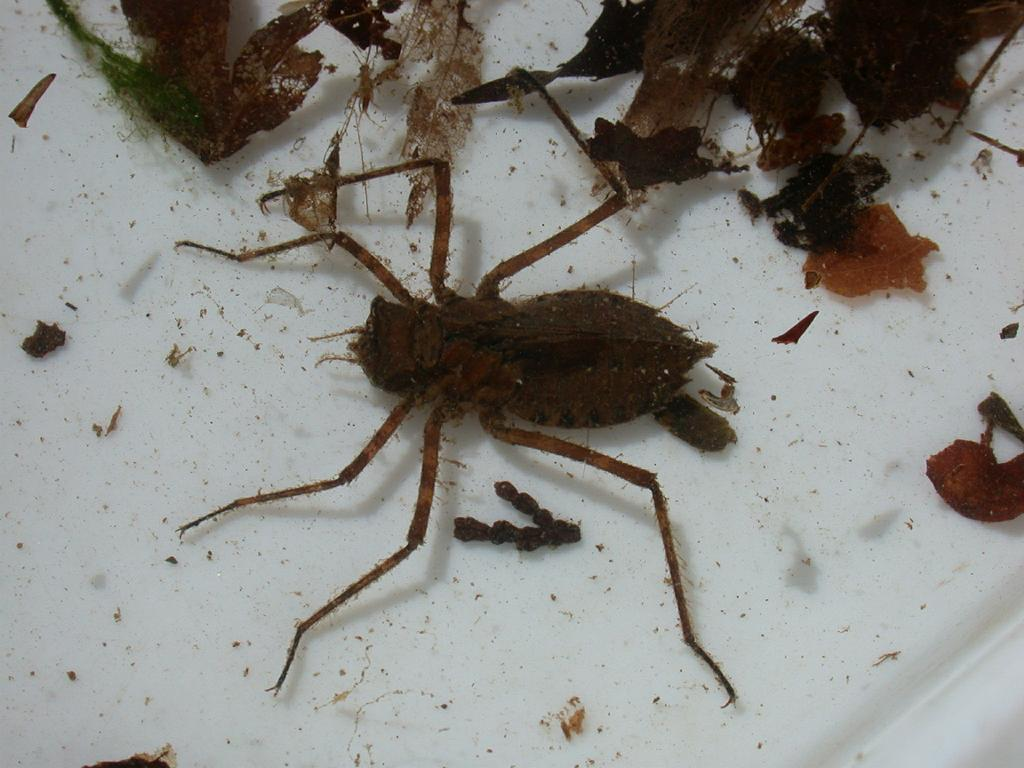
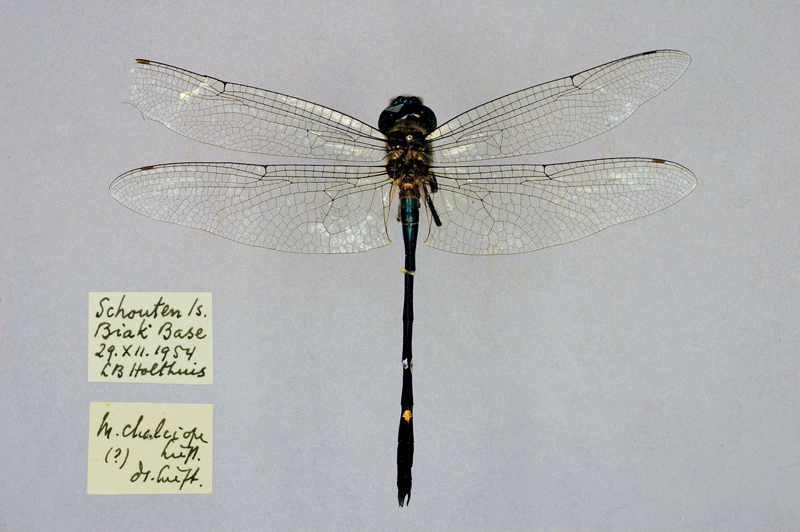
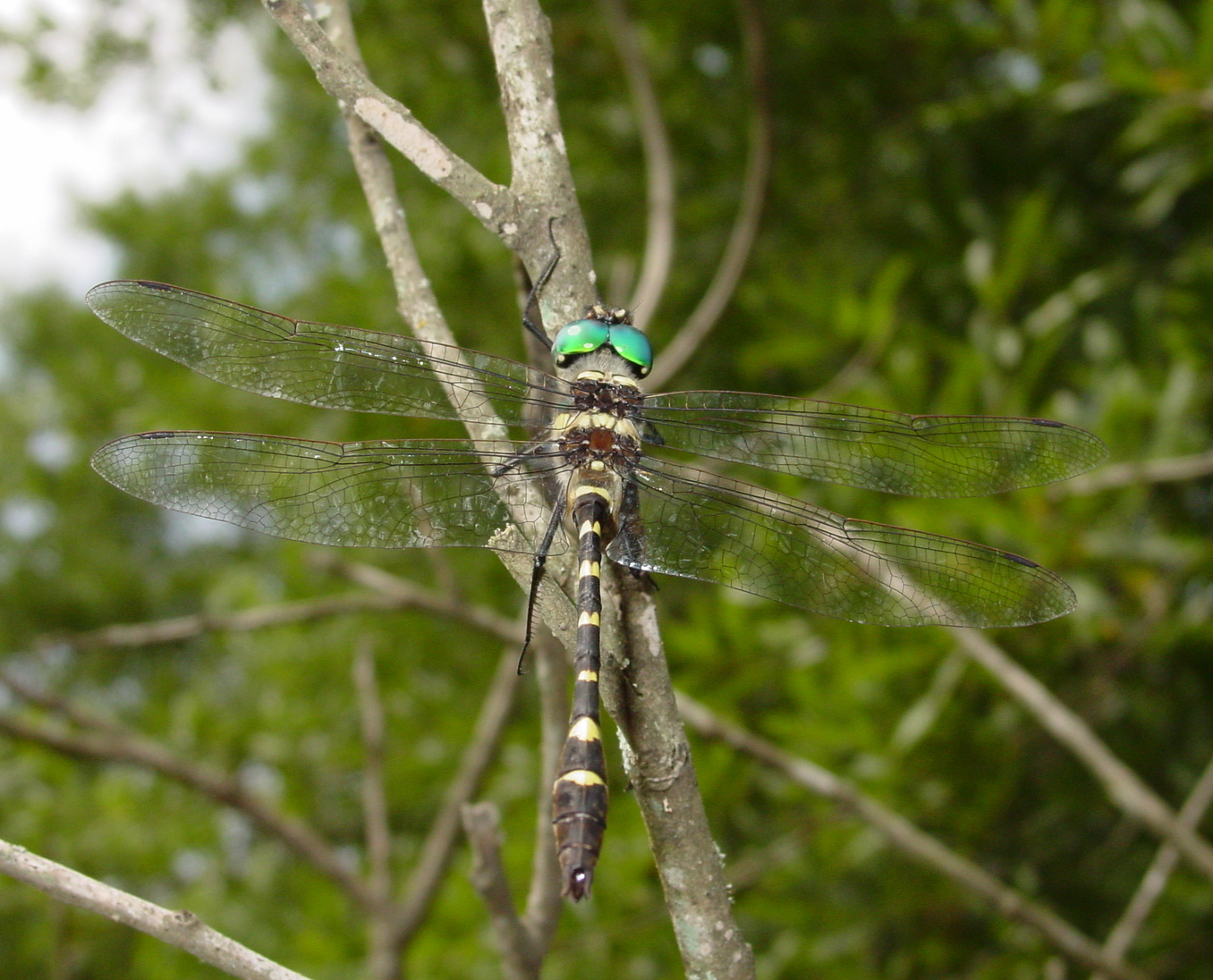
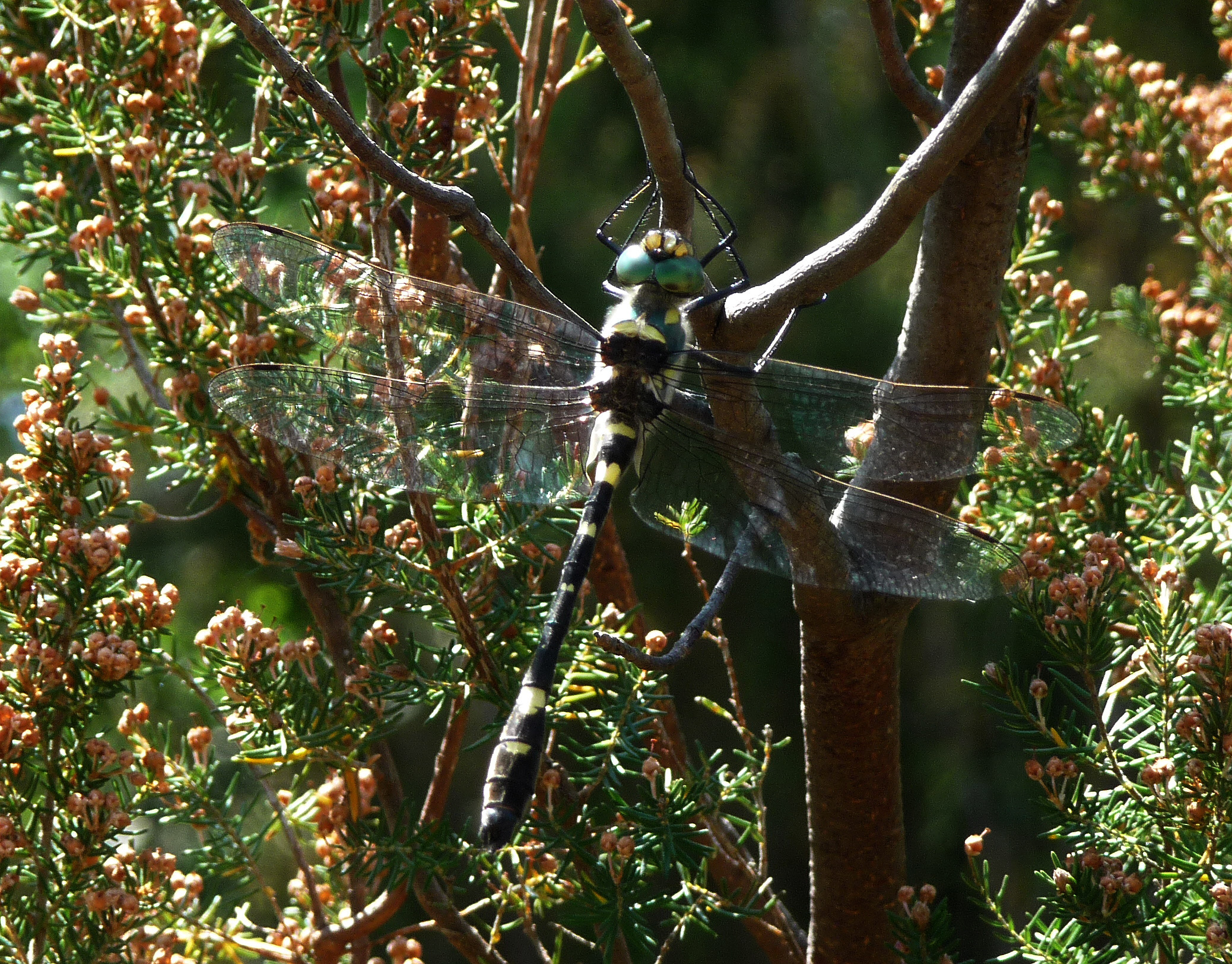
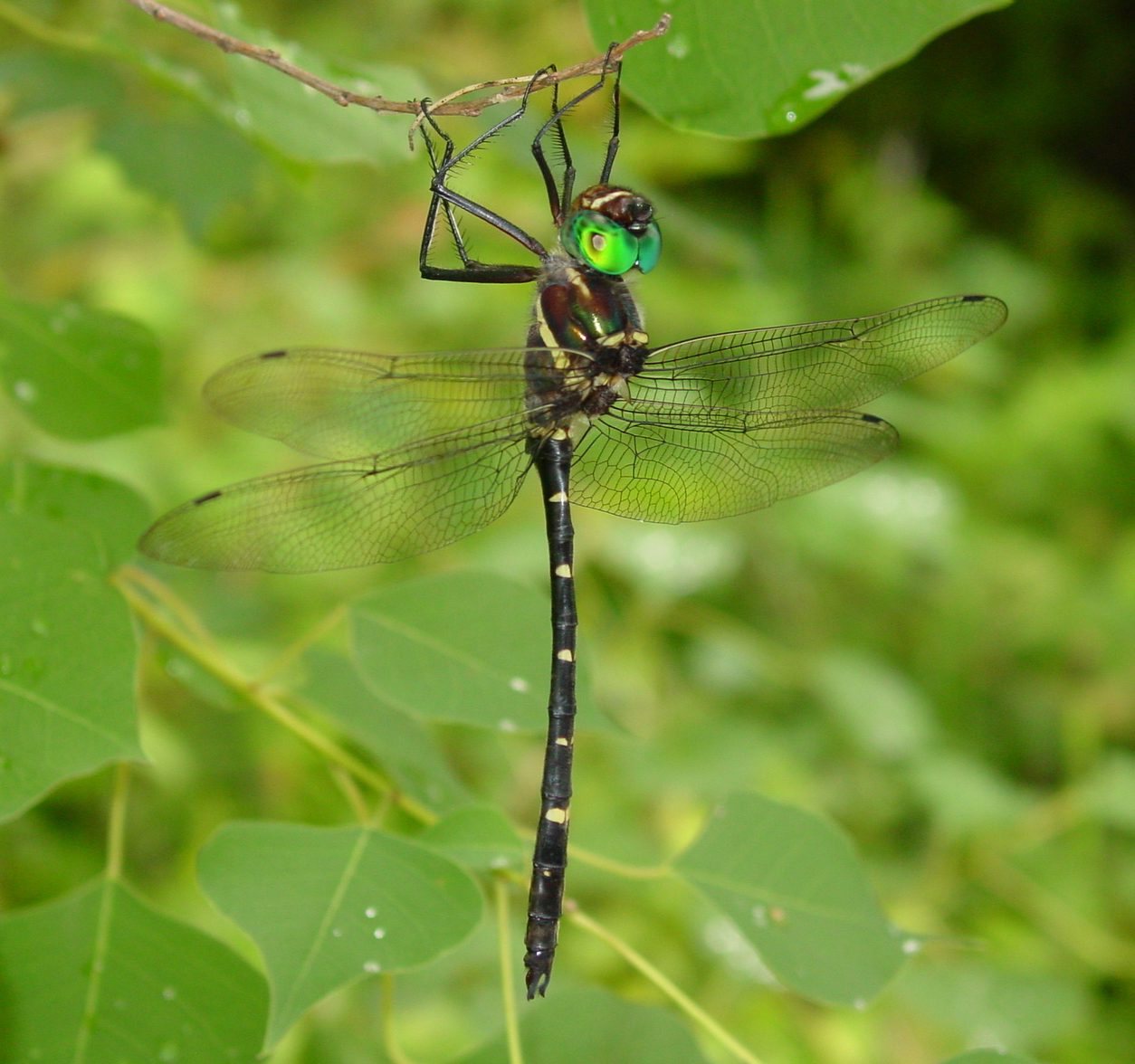
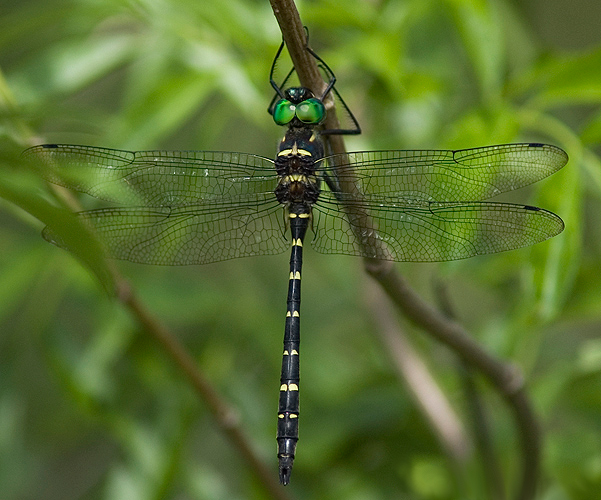

## Dottertaxa tillMacromia, i alfabetisk ordning[1]
- Macromia aculeata
- Macromia alleghaniensis
- Macromia amphigena
- Macromia annaimallaiensis
- Macromia annulata
- Macromia arachnomima
- Macromia astarte
- Macromia beijingensis
- Macromia bellicosa
- Macromia berlandi
- Macromia calliope
- Macromia callisto
- Macromia celaeno
- Macromia celebica
- Macromia chaiyaphumensis
- Macromia chalciope
- Macromia chui
- Macromia cincta
- Macromia cingulata
- Macromia clio
- Macromia corycia
- Macromia cupricincta
- Macromia cydippe
- Macromia daimoji
- Macromia dione
- Macromia ellisoni
- Macromia erato
- Macromia euphrosyne
- Macromia eurynome
- Macromia euterpe
- Macromia flavocolorata
- Macromia flavovittata
- Macromia flinti
- Macromia fulgidifrons
- Macromia gerstaeckeri
- Macromia hamata
- Macromia hermione
- Macromia icterica
- Macromia ida
- Macromia illinoiensis
- Macromia indica
- Macromia irata
- Macromia irina
- Macromia jucunda
- Macromia katae
- Macromia kiautai
- Macromia kubokaiya
- Macromia lachesis
- Macromia macula
- Macromia magnifica
- Macromia malleifera
- Macromia manchurica
- Macromia margarita
- Macromia melpomene
- Macromia mnemosyne
- Macromia moorei
- Macromia negrito
- Macromia pacifica
- Macromia pallida
- Macromia pinratani
- Macromia polyhymnia
- Macromia pyramidalis
- Macromia septima
- Macromia sombui
- Macromia sophrosyne
- Macromia splendens
- Macromia taeniolata
- Macromia terpsichore
- Macromia tillyardi
- Macromia unca
- Macromia urania
- Macromia wabashensis
- Macromia vangviengensis
- Macromia westwoodii
- Macromia whitei
- Macromia viridescens
- Macromia zeylanica